# Wings Stadium

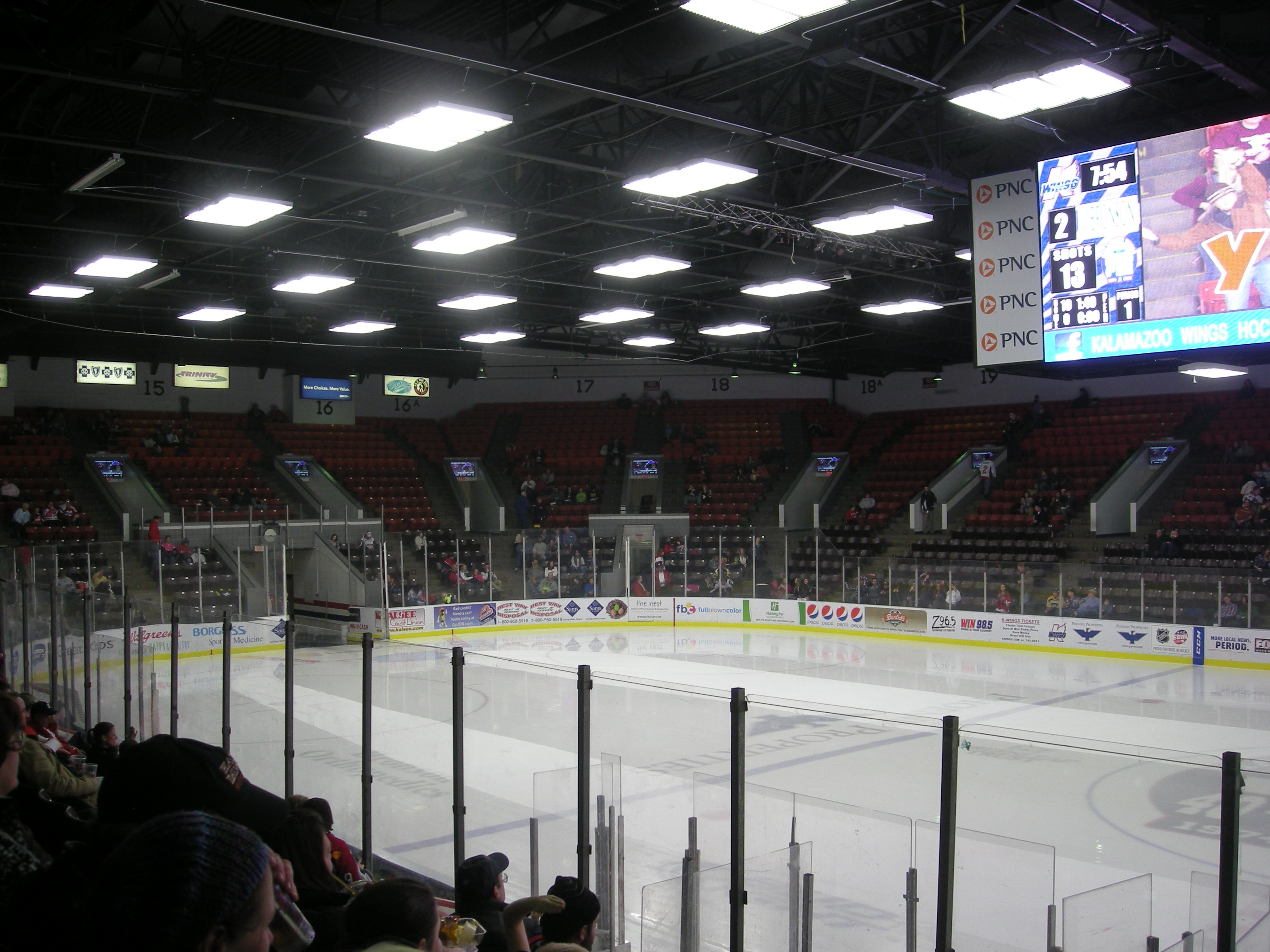
El estadio Wings Stadium durante un partido de hockey sobre hielo

Wings Stadium (=Estadio Ala) es una arena o estadio situado en Kalamazoo (Míchigan, Estados Unidos), inaugurada en 1974.
Tiene una capacidad para 8023 personas sentadas; como centro de convenciones puede acomodar 16720 m² de puestos de exhibición y comercio. El Wings Stadium también ha acogido numerosos eventos de la World Wrestling Entertainment.
- Datos: Q3569335
- Multimedia: Wings Stadium / Q3569335